# Farming Simulator
Farming Simulator est une série de jeux vidéo de simulation agricole développés par la société suisse GIANTS Software, et édités par la société française Focus Home Interactive de 2008 à 2020. Ces jeux simulent la gestion agricole d'une ferme en permettant l'élevage d'animaux, l'agriculture au sein d'une ferme, la vente des récoltes ou encore la sylviculture (apparue dans Farming Simulator 15).
Ces jeux fonctionnent sur Windows, Mac, Stadia, PlayStation 3, PlayStation 4, PlayStation 5, Xbox 360, Xbox One, Xbox Series, Nintendo 3DS, iOS, Android, PlayStation Vita et Nintendo Switch.
La franchise naît en 2008 avec son premier épisode, postérieurement nommé Farming Simulator Classic. En 2011, la licence arrive en France via son troisième épisode qui bénéficie d'un immense succès commercial, jusqu'à obtenir la première place du classement des jeux vidéo les plus vendus de l'année. Enfin, deux ans plus tard, la franchise connaît son âge d'or avec Farming Simulator 14, qui, grâce à son modèle économique free-to-play ainsi que sa compatibilité PC/consoles/mobiles, totalise plus de 50 millions de téléchargements, record absolu et encore aujourd'hui inégalé pour la licence.
À la fin de 2020, après plusieurs critiques adressées par les joueurs visant le manque de renouvellement de la franchise, GIANTS Software annonce mettre fin à son système de sortie de jeux annuelle pour se concentrer sur l'ajout de contenu aux derniers opus en date. Le 22 avril 2021, l'éditeur annonce la sortie de la prochaine édition pour la fin de cette même année.

## Système de jeu
Le but de ce jeu est de contrôler et gérer une exploitation agricole avec diverses fonctions, véhicules et outils virtuels selon un budget variable virtuellement édicté dans le jeu. Vous pouvez gérer votre exploitation seul ou en coopération avec le mode multijoueur. Des tutoriels sont également disponibles afin de vous aider à apprendre les bases du jeu. GIANTS possède plus de 100 licences avec les plus grands constructeurs tels que John Deere, Massey Ferguson, Challenger, Fendt, New Holland, Case IH, Claas, MAN et Valtra (et bien d'autres). Le jeu permet des ajouts de ressources appelés "mods" qui permettent l'ajout de matériels ou de fonctions sur le jeu. Chaque opus se voit doter de plusieurs contenus additionnels payants ou gratuits permettant l'ajout de plusieurs licences (Claas avec l'Extension Platinum pour Farming Simulator 19), fonctionnalités et environnements.
Farming Simulator vous permet de cultiver 18 types de plantes : blé, orge, colza, tournesol, soja, maïs, avoine, radis oléagineux, pommes de terre, betteraves sucrières, peupliers, canne à sucre, coton. Farming Simulator 22 accueille en plus le sorgho, les olives, la vigne, les carottes et le panais.
Si vous voulez arrêter la récolte, ou s'il ne s'agit pas de votre activité principale, vous pouvez également élever des animaux : des chevaux, des vaches, des moutons, des cochons et des poules.

## Liste des jeux
| Jeu                                                                              | Date de sortie (France)                    | Plate-forme                                                               |
| -------------------------------------------------------------------------------- | ------------------------------------------ | ------------------------------------------------------------------------- |
| Farming Simulator 2008                                                           | 14 avril 2008                              | Windows                                                                   |
| Farming Simulator 2009 \| Farming Simulator 2009 Gold Edition                    | 30 mars 2009 Gold 6 janvier 2010           | Windows                                                                   |
| Farming Simulator 2011 \| Farming Simulator 2011 - Platinum Edition              | 29 octobre 2010 Platinum 22 septembre 2011 | Windows, Mac                                                              |
| Farming Simulator 2012 3D                                                        | 29 mars 2012                               | Nintendo 3DS                                                              |
| Farming Simulator 2012                                                           | 1er août 2012                              | Playstation Vita, iOS, Android                                            |
| Farming Simulator 2013 \| Farming Simulator 2013 - Official Expansion (Titanium) | 25 octobre 2012 Titanium 9 octobre 2013    | Windows, Mac, PlayStation 3, Xbox 360                                     |
| Farming Simulator 14                                                             | 17 novembre 2013                           | PlayStation Vita, Nintendo 3DS, iOS, Android                              |
| Farming Simulator 15 \| Farming Simulator 15 - Official Expansion (Gold)         | 30 octobre 2014 Gold 30 octobre 2015       | Windows, Mac, PlayStation 3, PlayStation 4, Xbox 360, Xbox One            |
| Farming Simulator 16                                                             | 5 août 2015                                | PlayStation Vita, iOS, Android                                            |
| Farming Simulator 17 \| Farming Simulator 17 - Platinum Expansion                | 24 octobre 2016 Platinum 14 novembre 2017  | Windows, Mac, PlayStation 4, Xbox One                                     |
| Farming Simulator 18                                                             | 5 juin 2017                                | PlayStation Vita, Nintendo 3DS, iOS, Android                              |
| Farming Simulator - Nintendo Switch Edition                                      | 7 novembre 2017                            | Nintendo Switch                                                           |
| Farming Simulator 19 \| Farming Simulator 19 - Platinum Expansion                | 20 novembre 2018 Platinum 22 octobre 2019  | Windows, Mac, PlayStation 4, Xbox One, Google Stadia                      |
| Farming Simulator 20                                                             | 3 décembre 2019                            | Nintendo Switch, iOS, Android                                             |
| Farming Simulator 22 \| Farming Simulator 22 - Platinum Expansion                | 22 novembre 2021 Platinum 14 novembre 2022 | Windows, Mac, PlayStation 4, PlayStation 5, Xbox One, Xbox Series, Stadia |
| Farming Simulator 23                                                             | 23 mai 2023                                | Nintendo Switch, iOS, Android                                             |
| Farming Simulator 25                                                             | 12 novembre 2024                           | Windows, Mac, PlayStation 5, Xbox Series, Stadia                          |

## Réception
La série des Farming Simulator a acquis une certaine notoriété auprès des joueurs, y compris parmi les agriculteurs. Il existe également une scène esport.

## Accueil
L’accueil de la série Farming Simulator a été globalement mitigée pour l’ensemble des jeux de la franchise, les critiques positives louent un sentiment de détente et apprécient également sa gamme de machines et de véhicules réalistes. Certains joueurs ont critiqué les jeux pour leur répétition et leur manque de mécanismes intéressants, tandis que d'autres affirment que de telles qualités sont attendues dans un simulateur. Bien que la série cible un public connaissant le secteur agricole, la série est généralement appréciée aussi bien par les agriculteurs que par les non-agriculteurs[réf. nécessaire].